# Zalman Iagnov
Zalman Iagnov (n. 19 decembrie 1896, Craiova - d. 19 mai 1962), a fost un medic anatomist și chirurg român-evreu, elev al Prof. F. I. Rainer. A fondat disciplina de anatomie la Institutul de Medicină și Farmacie Timișoara, iar apoi și-a continuat activitatea la catedra de anatomie a Facultății de medicină generală din București, cu cercetări recunoscute pe plan mondial în domeniul structurii țesutului conjunctiv, a plămânului, a inimii și a ficatului. 

## Biografia
Zalman Iagnov s-a născut la 19 dec. 1896 la Craiova și a fost fratele lui Simion Iagnov, de asemenea o mare personalitate medicală. Z. Iagnov a urmat Facultatea de Medicină din București, luându-și titlul de doctor în 1928. A fost unul dintre cei mai dotați discipoli ai profesorului Fr. I. Rainer.

## Activitatea didactică

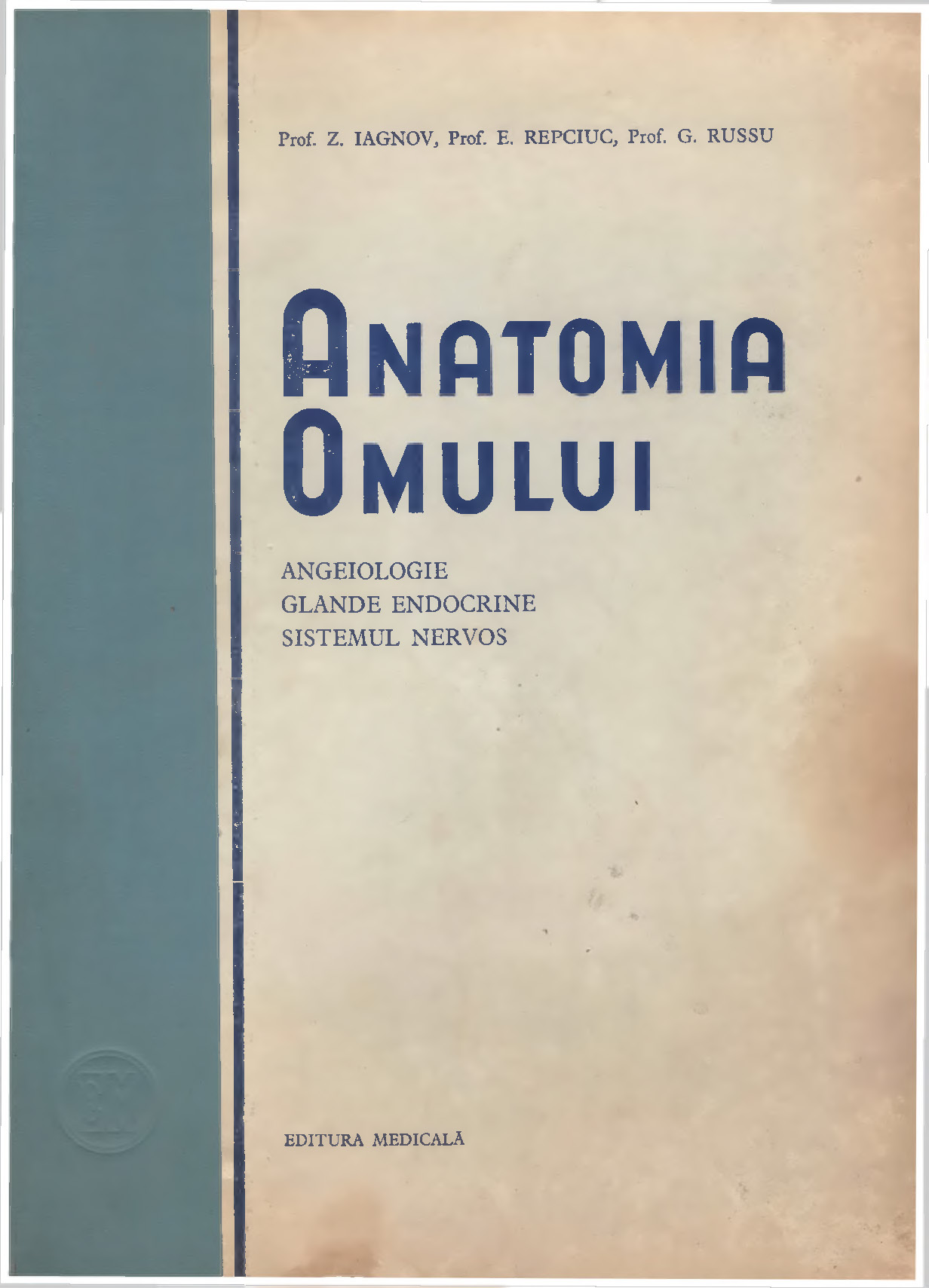
Tratatul de Anaromia Omului

A fost numit preparator la catedra de anatomie descriptivă al Institutului de Anatomie din București în anul 1921, și apoi asistent, în 1923. În 1928, a obținut titlul de doctor, cu o teză asupra periostului, redactată potrivit concepției raineriene despre structura funcțională. A continuat să lucreze în  laboratorul de anatomie, sub conducerea lui Fr. Rainer până în 1940. A lucrat în paralel ca medic secundar la serviciul de chirurgie de la Spitalul Colentina.
În timpul regimuluilui Ion Antonescu, fiind evreu, a fost exclus în anii 1940-1944, de la catedra de Anatomie și, trimis în lagăre de muncă obligatorie. În această perioadă, a făcut parte din corpul didactic al Colegiului Abason pentru pregătirea medicală a tinerilor evrei (1941-1944).
În 1945, Zalman Iagnov este numit profesor de anatomie descriptivă la Facultatea de Medicină din Timișoara, nou-creată. Sub conducerea Prof. Dr. Zalman Iagnov între anii 1945-1953, la Universitatea de Medicină Timișoara, s-au pus bazele cercetării științifice anatomice cu un caracter modern cu pronunțate accente funcțional-evolutive și legate de activitatea medico-chirurgicală. Aici în laboratorul de microscopie, Z. Iagnov a făcut injectări anatomice pentru efectuarea preparatelor de coroziune. Începută cu o bază materială modestă, primită de la Facultatea de Medicină din București, la catedra de anatomie din Timișoara în timp au fost amenajate săli de lucrări spațioase și igienice, serviciu de cadavre, muzeu anatomic și biblioteca laboratorului de anatomie.
În 1953 Z. Iagnov este transferat la catedra de anatomie a Facultății de Medicină Generală din București a IMF București, unde a fost profesor până în 1962.

## Activitatea științifică
Z. Iagnov a efectuat, de pe o platformă morfofuncțională, cercetări referitoare la structura plămânului, a inimii și a ficatului și la irigația osului. A colaborat la redactarea unor tratate universitare de anatomie și a unor manuale pentru învățământul mediu. A fost autorul principal (împreună cu Emil Repciuc și I. G. Russu) al unui tratat de anatomie umană de referință în literatura de specialitate din România în 3 volume.